# Maharram Bayramov
Maharram Baghir oglu Bayramov (en azerí: Məhərrəm Bağır oğlu Bayramov; Ereván, 13 de mayo de 1928 - Ereván, 6 de enero de 1981) fue un político soviético, Primer Secretario del Comité del Partido del Raión de Amasiay entre 1969 y 1974, miembro del Comité Central del Partido Comunista de la RSS de Armenia, vicepresidente del Presidium del Sóviet Supremo de la RSS de Armenia, diputado del Sóviet Supremo de la RSS de Armenia, editor jefe del periódico Armenia Soviética, galardonado con el título "Periodista de Honor de la RSS de Armenia".

## Biografía
Maharram Bayramov nació el 13 de mayo de 1928 en el pueblo de Aşağı Necili. Después de terminar la escuela, continuó su educación en la Escuela Pedagógica de Azerbaiyán en Ereván y trabajó como maestro en el pueblo donde nació. Entre 1947 y 1952 estudió en la Facultad de Filología de la Universidad Estatal de Bakú. Después de trabajar en Bakú durante dos años, regresó a Ereván en 1954. En 1955, fue propuesto a la posición de instructor del Comité Central del Partido Comunista de la República Socialista Soviética de Armenia.
Maharram Bayramov trabajó como Secretario del Comité del Partido del Raión de Vedi entre 1964 y 1966 y como editor adjunto del periódico Armenia Soviética entre 1966 y 1969. De 1969 a 1974 fue Primer Secretario del Comité del Partido del Raión de Amasiay y desde 1974 hasta el final de su vida fue editor jefe del periódico Armenia Soviética. Durante estos años Maharram Bayramov también fue diputado del Sóviet Supremo de la República Socialista Soviética de Armenia y vicepresidente del Presidium del Sóviet Supremo de la RSS de Armenia.
Maharram Bayramov fue asesinado el 6 de enero de 1981 en la ciudad de Ereván.

## Premios y títulos
- Periodista de Honor de la RSS de Armenia
- Orden de la Insignia de Honor